# 曼斯帕爾島
曼斯帕爾島（英語：Manciple Island）是南極洲的島嶼，處於里夫島和霍斯特島之間，屬於威廉群島中沃沃曼斯群島的一部分，在1952年被繪入阿根廷地圖，現時由南極條約體系管理。